# 오카모토 다로
오카모토 다로(일본어: 岡本太郎, 1911년 2월 26일 ~ 1996년 1월 7일)는 일본의 아방가르드 예술가이다. 1930년부터 1940년까지 프랑스에서 지냈다. 추상 미술 운동이나 초현실주의 운동과도 교류하였다(단지 합류는 하지 않았다). 제2차 세계 대전 이후 일본에서 적극적으로 회화·입체 작품을 제작하며, 승문 토기론과 오키나와 문화론을 발표하는 등 문필 활동도 하고 잡지나 텔레비전 등의 미디어에도 1950년대부터 적극적으로 출연하였다.

## 같이 보기
- 오카모토 잇페이
- 오카모토 가노코
- 오카모토 도시코
- 이케베 료
- 세토우치 자쿠초
- 지미 오니시
- 주 바타유
- 마르셀 모스
- 미르체아 엘리아데
- 단게 겐조
- 가와바타 야스나리
- 기타오지 로산진
- 시바 료타로
- 후지야마 이치로
- 노구치 후지오
- 데시가하라 히로시
- 이시하라 신타로
- 아라가와 슈사쿠
- 노사카 간지
- 야노베 겐지
- 요코오 다다노리
- 신도 가네토
- 사카쿠라 준조
- 후지타 쓰구하루